# Acraea fumosa
Acraea fumosa är en fjärilsart som beskrevs av Aurivillius 1913. Acraea fumosa ingår i släktet Acraea och familjen praktfjärilar. Inga underarter finns listade i Catalogue of Life.